# Хунольд, Кристиан Фридрих
Кристиан Фридрих Ху́нольд (нем. Christian Friedrich Hunold, литературный псевдоним Мена́нтес, нем. Menantes; 29 сентября 1681, Вандерслебен — 6 августа 1721, Галле)
— немецкий поэт и либреттист.
Начальное образование получил в школе недалеко от Арнштадта, затем в гимназии Вайсенфельса. Поступил в Йенский университет, который не окончил из-за отсутствия денег. С 1700 года работал в Гамбурге в адвокатской конторе, одновременно пробуя себя как писатель. В том же году написал первый роман Die verliebte und galante Welt, принёсший ему успех; за ним последовали опирающаяся на французские образцы «Адалия» и весьма рискованная в политическом отношении «История о героях и любовных делах при одном европейском дворе» (нем. Der Europäischen Höfe Liebes- und Heldengeschichte; 1705), основанная на истории графа Кёнигсмарка. В 1703 году Райнхард Кайзер заказал ему либретто для оперы «Соломон», а в 1704 году для оперы «Навуходоносор». В 1704 году Хунольд написал текст для страстной оратории Кайзера «Истекающий кровью и умирающий Иисус» (нем. Der blutige und sterbende Jesus). После публикации в 1706 году «Сатирического романа» (нем. Satyrischer Roman), где он описал артистов гамбургской оперы, вынужден был вернуться в Вандерслебен, затем преподавал риторику и поэзию в университете Галле.